# Anorrhinus
Genre
Le genre Anorrhinus regroupe des oiseaux, connus sous le nom de calaos, appartenant à la famille des Bucerotidae.

## Liste des espèces
D'après la classification de référence (version 5.1, 2015) du Congrès ornithologique international (ordre phylogénique) :
- Anorrhinus tickelli – Calao brun
- Anorrhinus austeni – Calao d'Austen
- Anorrhinus galeritus – Calao largup